# Chiesa di Sant'Andrea (Strozza)
La chiesa di Sant'Andrea è il principale luogo di culto cattolico della località di Strozza in provincia e diocesi di Bergamo; fa parte del vicariato di Rota d'Imagna.

## Storia
La chiesa fu edificata nel 1336 con la dedicazione a sant'Andrea grazie all'autorizzazione del vescovo di Bergamo Cipriano degli Alessandri. La piccola chiesa ottenne l'autonomia a parrocchiale smembrandosi da quella di Almenno San Salvatore portando alla costruzione di un edificio di culto di maggiori misure con la benedizione della posa della prima pietra dal vescovo Ludovico Donato il 20 agosto 1476 con la sconsacrazione il 23 ottobre 1487 dal vescovo Lorenzo Gabrieli. In quel periodo la chiesa era dotata di tre altari di cui uno dedicato al santo titolare, uno alla Madonna e uno a san Bernardino gestiti dalle relative confraternite. 

La chiesa fu ingrandita per volontà dei vicini con delibera del 21 agosto 1474: 
optantes ut prefata ecclesia sancti Andree de strozia amplietur rehedificetur et construatur ac in melius reformetur
 Vi erano presenti i sindaci Lantero Gayboni de Gavazenis, Fachino de Scanabezijs, Giacomo de Besochis e Andriolo Alberti Pedracij de Scanabezijs. Malgrado non vi siano disegni e progetti si è a conoscenza di una lite che seguì la sua ristrutturazione che coinvolse il costruttore e i vicini portando la vertenza al giudizio del podestà di Bergamo Bonifacio de Bonifigijs, il quale diede ragione al costruttore 
litem et questionem habere cum magistro Iacobo rossini muratore agente suo et nomine nepotum suorum pro mercede constructionis ecclesie domini sancti Andree.[…] dicto merulo f.q.Antonij pedracij de scanabezij […] in quibus fuerunt condemnati pro expensis factis in litigando con mastro Giacomo muratore
 Fu Aberto de scanabezijs a pagare il mese successivo a nome dei vicini 26 lire. La popolazione chiese all'allora vescovo Gabrieli di venire a consacrare la nuova chiesa cosa che avvenne il 23 ottobre indicando il 16 agosto come giorno dedicato alla consacrazione mettendo quaranta giorni di indulgenza plenaria per quanti l'avessero visitata..
Non avendo un beneficio nel Cinquecento la chiesa fu inserita nell'elenco del registro delle commende delle nomine dei sacerdoti confermati dal vescovo e stipendiati dai vicini non avendo la chiesa un reddito sufficiente. 
Nell'istituzione dei vicariati foranei nel II sinodo diocesano del 1568, voluto dal vescovo di Bergamo Giovanni da Scanzo, che rispondeva alla disposizioni del primo sinodo provinciale del 1565 e successivamente confermati nel III sinodo nel 1574, la chiesa fu inserita nel vicariato di Almenno.
La chiesa fu visitata diocesana da san Carlo Borromeo arcivescovo di Milano nell'autunno del 1575. Dagli atti si deduce che aveva l'altare del Crocifisso retto dalla scuola del Santo Spirito, quello di Santa Maria con la scuola omonima, quello del Santissimo Sacramento presso l'altare maggiore e altri tre. Il clero era retto da un curato. Dagli atti della visita di san Gregorio Barbarigo si deduce che la chiesa era inserita nella vicaria di Almenno, era retta da due sacerdoti e vi erano le scuole del Santissimo Sacramento e del santo Rosario nonché della dottrina cristiana.
La chiesa nel Seicento fu nuovamente oggetto di lavori di ristrutturazione.

Nel 1666 la chiesa fu inserita nel “Sommario delle chiese di Bergamo”, elenco redatto dal cancelliere della curia vescovile Giovanni Giacomo Marenzi e indicata sotto l'invocazione di Sant'Andrea apostolo. La chiesa era "mercenaria" della vicinia che stipendiava il curato mercenario, e vi erano le scuole del Santissimo Sacramento che reggeva l'altare maggiore e del Rosario che gestiva l'altare omonimo e in prossimità la pia congregazione della Misericordia di Bergamo. Sussidiare della parrocchiale vi era l'oratorio intitolato a San Pantaleone. Nel 1778 la chiesa fu nuovamente visitata dal vescovo Giovanni Paolo Dolfin alla cui relazione fu inserito un documento stilato dall'allora parroco che indica che presenza di sei altari, con la scuola del Santissimo Sacramento che reggeva il maggiore della Madonna con la scuola del Santo Rosario. Vi era anche la pia congregazione della Misericordia. Il curato mercenario era coadiuvato da due cappellani e tre chierici. 
Nel 1872 la chiesa fu consacrata e intitolata a sant'Andrea apostolo. Nel Novecento furono eseguiti molti lavori all'edificio con rifacimento delle cappelle del Crocefisso e del Rosario su progetto di Luigi Angelini. Nella seconda metà del secolo furono eseguiti lavori di ammodernamento con la posa del nuovo altare in legno scolpito e dorato rivolto verso la navata, rispondente all'adeguamento liturgico delle chiese
Con decreto del vescovo di Bergamo Giulio Oggioni del 27 maggio 1979, la chiesa fu inserita nel vicariato di Rota Imagna.

## Descrizione

### Esterno
L'edificio di culto dal classico orientamento liturgico con abside a est, è anticipato dal sagrato con pavimentazione in ciottolato. La facciata divisa da una cornice su due ordini è tripartita da lesene in pietra complete di zoccolatura e i capitelli corinzi che reggono la trabeazione completa di fregio.. L'ordine inferiore conserva quello originario. La parte centrale è di misure maggiore rispetto a quelle laterali e presenta l'ingresso maggiore completo di paraste in pietra arenaria sagomata che reggono la trabeazione e il timpano spezzato dove è posta la statua a cui la chiesa è intitolata. Nel secondo ordine più basso rispetto al precedente ha una finestra rettangolare con cornice modanata atta a illuminare l'aula, e due nicchie vuote laterali. Le lesene superiori reggono il frontone con timpano triangolare coronato dalle statue di sant'Andrea centrale e angeli musici laterali.

### Interno
L'interno a unica navata e a pianta a croce latina è diviso da lesene in cinque campate. Le lesene con capitelli e basamento reggono la trabeazione e il cornicione che percorre tutta l'aula e dove s'imposta la volta a botte. La prima campata conserva a sinistra il battistero e a destra il quadro raffigurante una scena dell'Antico Testamento. La statua di san Giuseppe e corrispondente a destra quella del sacro Cuore sono poste nella seconda campata. La terza presenta a sinistra l'altare dei santi Stefano, Antonio e Sebastiano e corrispondente a destra intitolato a santa Margherita. La statua della Madonna del Rosario è posta a sinistra della dell'ultima campata e a destra un ingresso laterale. Il transetto ha le due cappelle: a sinistra intitolato alla Madonna del Rosario e a destra la cappella dedicata al Crocifisso.
La zona del presbiterio è preceduta dall'arco trionfale ed è rialzata rispetto all'aula da tre gradini. La parte ha volta a botte, mentre la parte absidale ha copertura da catino.